# Souto da Carpalhosa
Souto da Carpalhosa é uma povoação portuguesa do Município de Leiria que foi sede da extinta Freguesia de Souto da Carpalhosa, freguesia que tinha 29,35 km² de área e 3 863 habitantes (2011), e, por isso, uma densidade populacional de 131,6 hab/km².
A Freguesia de Souto da Carpalhosa foi extinta em 2013, no âmbito de uma reforma administrativa nacional, para, em conjunto com a Freguesia de Ortigosa formar uma nova freguesia denominada União das Freguesias de Souto da Carpalhosa e Ortigosa da qual é a sede.

## População
| População da freguesia de Souto da Carpalhosa | População da freguesia de Souto da Carpalhosa | População da freguesia de Souto da Carpalhosa | População da freguesia de Souto da Carpalhosa | População da freguesia de Souto da Carpalhosa | População da freguesia de Souto da Carpalhosa | População da freguesia de Souto da Carpalhosa | População da freguesia de Souto da Carpalhosa | População da freguesia de Souto da Carpalhosa | População da freguesia de Souto da Carpalhosa | População da freguesia de Souto da Carpalhosa | População da freguesia de Souto da Carpalhosa | População da freguesia de Souto da Carpalhosa | População da freguesia de Souto da Carpalhosa | População da freguesia de Souto da Carpalhosa |
| --------------------------------------------- | --------------------------------------------- | --------------------------------------------- | --------------------------------------------- | --------------------------------------------- | --------------------------------------------- | --------------------------------------------- | --------------------------------------------- | --------------------------------------------- | --------------------------------------------- | --------------------------------------------- | --------------------------------------------- | --------------------------------------------- | --------------------------------------------- | --------------------------------------------- |
| 1864                                          | 1878                                          | 1890                                          | 1900                                          | 1911                                          | 1920                                          | 1930                                          | 1940                                          | 1950                                          | 1960                                          | 1970                                          | 1981                                          | 1991                                          | 2001                                          | 2011                                          |
| 3 231                                         | 3 348                                         | 3 815                                         | 3 930                                         | 3 932                                         | 4 099                                         | 4 388                                         | 5 128                                         | 5 652                                         | 6 315                                         | 4 355                                         | 4 968                                         | 3 717                                         | 4 018                                         | 3 863                                         |

Com lugares desta freguesia foi criada, pelo Decreto-Lei n.º 44610, de  2 de Outubro de 1962, a freguesia de Ortigosa e pela Lei n.º 74/89, de 28 de Agosto, a freguesia de Carreira

## Enquadramento Geográfico
Confronta a Norte com Monte Redondo e Bajouca, a Leste com Bidoeira de Cima, a Sul com Milagres e Ortigosa, esta última também confrontando a Oeste, assim como a povoação de Monte Real.

## História
Embora não se saiba a data da criação da Freguesia de Souto da Carpalhosa, sabe-se que em 1218 era já freguesia, com cura, ocupando uma área pertencente aos cónegos de Sta Cruz de Coimbra. Tem como padroeiro São Salvador.
Em 1732 a Freguesia de Souto da Carpalhosa tinha 2 007 habitantes. Registos paroquiais indicam que antes das invasões francesas, em Outubro de 1810, a população desta freguesia era de 2 798, sendo 1 343 depois da retirada das tropas francesas, em Junho de 1811. Tinha 3 716 habitantes em 1981 e em 2001 contaram-se 4 018.
Segundo censos de 2001, mais de 800 habitantes desta freguesia não sabiam ler nem escrever.

## Património
- Igreja Matriz, com imagem de São Salvador
- Ermida de Santo António de invocação de N. Sra da Portela
- Ermida de São Martinho feita no ano de 1516
- Capelinha da Nossa Senhora da Boa Morte
- Mata Nacional da Charneca do Nicho
- Residência Paroquial
- Igreja Senhor Jesus dos Aflitos (Vale da Pedra)
- Nascentes de Água Doce e Água Salgada (Vale do Lis)

## Eventos Culturais (Festas populares e religiosas)
- São Bento (1 de Janeiro)
- Santo António (Junho)
- Senhora da Saúde (Setembro)
- S. Sebastião
- N.S. da Conceição
- Senhor dos Aflitos (1 de Novembro)
- N. Senhor dos Remédios (1 de Dezembro)
- Santo Ildefonso (Junho))
- S. Pedro (Junho)